# Kruščica (Wojwodina)
Kruščica (cyr. Крушчица) – wieś w Serbii, w Wojwodinie, w okręgu południowobanackim, w gminie Bela Crkva. W 2011 roku liczyła 864 mieszkańców.